# Красное (Новохопёрский район)
Кра́сное — село в Новохопёрском районе Воронежской области России. Административный центр Краснянского сельского поселения.

## История

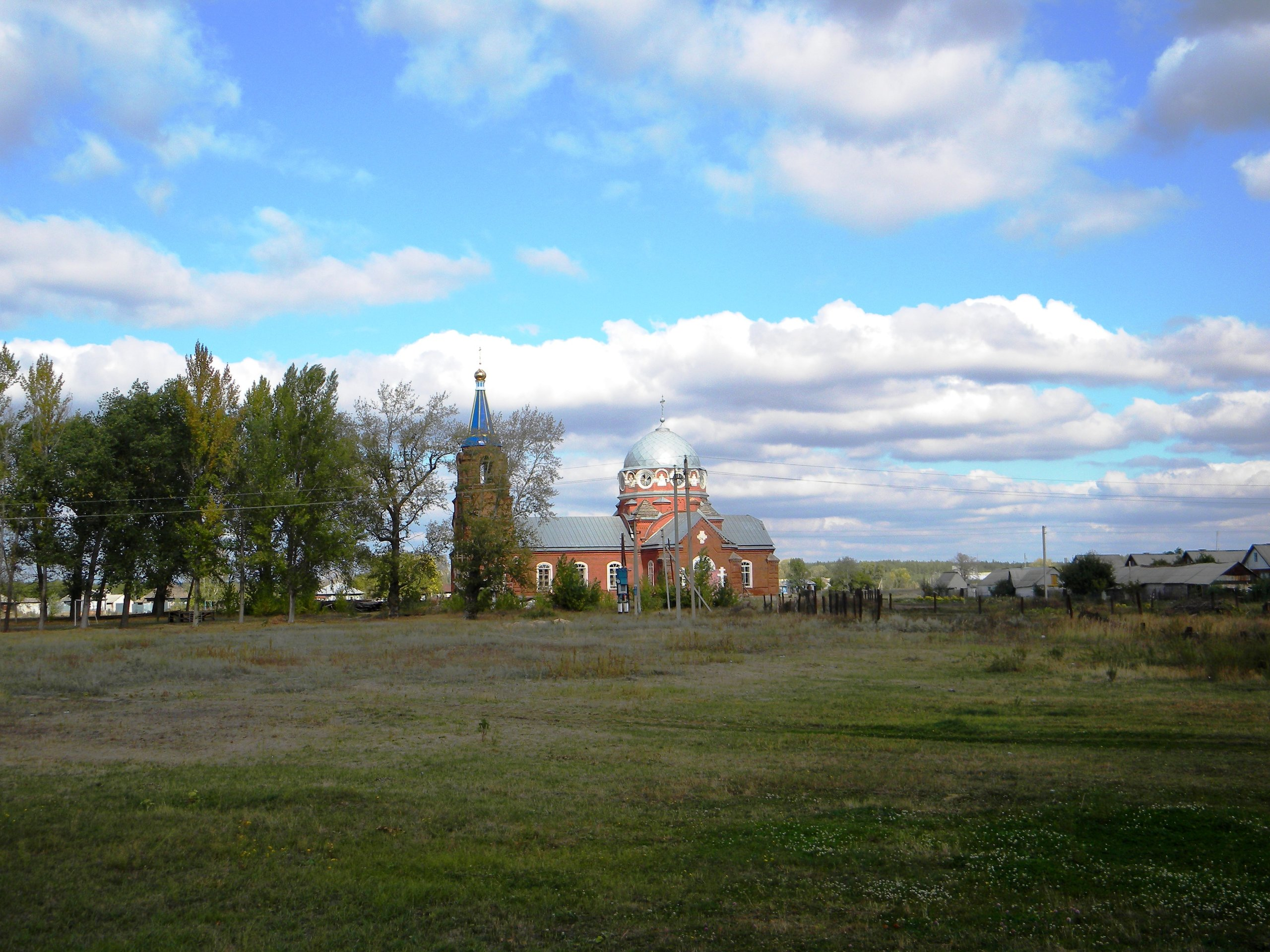
Церковь Покрова Пресвятой Богородицы. Село Красное.

Основано в 1710 году на берегу реки Савала по указу Петра I, когда он начал строить здесь флот. Но это лишь официальная информация.
Населённый пункт в Новохопёрском районе, который мы все сейчас называем село Красное, известен с более давних времён. Древняя легенда рассказывает о существовании слободы Красненькой, которая, как и многие города и сёла, страдала от набегов монголо-татар. По слободе протекала небольшая река, вода в которой была кристально чистой, поэтому татары назвали её «Савала», что значит чистая вода. Этнически большая часть населения — слобожанские украинцы. Среди людей среднего и преклонного возраста распространена балачка (степной диалект юго-восточного наречия украинского языка).
Входило в состав Новохопёрского уезда. Среди владельцев села Красное - князь Потёмкин Григорий Александрович, Бороздин Михаил Михайлович, Раевские.
В 1821 году в селе Красное была построена деревянная Архангельская церковь, в конце 1880-х годов перестроена в каменную по проекту архитектора Знобишина Дмитрия Валериановича.
В 1900 в Красном имелось 8 общественных зданий, земская школа, 2 церковно-приходских школы, школа грамоты, винокуренный завод, 2 трактира, 4 винные лавки, винный склад, 40 разных лавок.
Летом в 1899-1901 годах в селе жил Рахманинов Сергей Васильевич, в 1948-1953 годах - актриса Лариса Григорьевна Качанова.
В 1919 году в этих местах несколько месяцев длилось восстание крестьян против белогвардейцев, известное как Краснянское восстание, после подавления которого в Красном было расстреляно 96 человек.

## Население
| 1859  | 1897  | 1900  | 1926  | 2007  | 2010  | 2011  |
| ----- | ----- | ----- | ----- | ----- | ----- | ----- |
| 5569  | ↗7059 | ↗7104 | ↘6858 | ↘2471 | ↗2490 | ↘2479 |
| 2015  |       |       |       |       |       |       |
| ↘2382 |       |       |       |       |       |       |

## Инфраструктура
В настоящее время в селе имеются ООО «Этанол-Спирт» и «Новохоперскагроинвест», средняя школа, специальная школа-интернат, два детских сада, Дом культуры, участковая больница, почтовое отделение, отделение Сбербанка.
Уличная сеть
| - ул. Заводская - ул. Калинина - ул. Карла Маркса - ул. Колхозная - ул. Красина - ул. Ленинская - ул. Луговая - ул. Набережная | - ул. Октябрьская - ул. Первомайская - ул. Пролетарская - ул. Садовая - ул. Советская - пер. Ленинский - пер. Советский |

## Известные жители и уроженцы
- Горин, Дмитрий Петрович (1907—1974) — Герой Социалистического Труда.
- Раевский, Николай Николаевич (младший) (1801—1843) — генерал-лейтенант, участник Кавказских войн, основатель Новороссийска.
- Ивановский, Юрий Леонардович (1876—1965) — польский политик белорусского происхождения.
- Турчинский, Адам Петрович (1897—1979) — советский военачальник, Герой Советского Союза.